# Étude épidémiologique auprès de femmes de la Mutuelle générale de l'Éducation nationale
L'étude épidémiologique auprès de femmes de la MGEN (Mutuelle Générale de l'Éducation Nationale), dite étude E3N, est une enquête de cohorte prospective. C’est la première grande étude française sur la santé des femmes.
L’étude E3N est sous la triple tutelle de l'institut national de la santé et de la recherche médicale (Inserm), de l’université Paris-Saclay et de l’institut Gustave Roussy. Elle a été initiée en 1990 par l’épidémiologiste Françoise Clavel-Chapelon. 

## Données recueillies[1]
L'étude E3N porte sur environ 100 000 femmes françaises nées entre 1925 et 1950 et suivies depuis 1990. Ces volontaires, dites « femmes E3N », remplissent et renvoient des questionnaires papier, tous les 2 à 3 ans. Elles sont interrogées sur leur mode de vie (alimentation, activité physique, sédentarité, tabac, alcool, prise de médicaments, de traitements hormonaux, etc.), sur leur environnement et sur l'évolution de leur état de santé physique et mental. Leurs traitements médicaux sont enrichis par les données de remboursement de la MGEN. Les pathologies qu'elles déclarent sont validées et détaillées grâce à la collaboration des médecins traitants, des laboratoires d'anatomo-pathologie et des établissements d'hospitalisation.
Toutes ces informations sont complétées par des données biologiques : 25 000 femmes E3N ont effectué un prélèvement sanguin et 47 000 ont fourni un prélèvement salivaire. Les chercheurs ont également rassemblé 10 000 échantillons de tumeurs cancéreuses du sein. 

## Pathologies étudiées
Le cancer du sein est la première pathologie d’intérêt de l’étude E3N. L’objectif initial de l'étude était d’étudier les liens entre nutrition, hormones et cancer du sein. 
Grâce au long temps de suivi et à la grande taille de la cohorte, les localisations cancéreuses les plus fréquentes (peau, côlon-rectum, utérus, ovaire, thyroïde, poumon, pancréas…) et d'autres pathologies chroniques répandues, comme l’asthme, le diabète, les pathologies cardiovasculaires, les pathologies neurovasculaires ou la maladie de Parkinson, sont également étudiées.

## Principaux axes de recherche[2]
- Étudier l’influence du mode de vie, des facteurs métaboliques (alimentation, activité physique), des traitements hormonaux, des médicaments, des facteurs reproductifs et des expositions précoces sur la santé des femmes ;
- Analyser le rôle de facteurs environnementaux et génétiques dans la survenue des cancers et des autres grandes pathologies chroniques, ainsi que dans la survie après ces maladies ;
- Connaître l’état de santé des survivantes d’un premier cancer et l’ensemble des changements qui ont eu lieu dans leur vie à la suite de la maladie (vie professionnelle et personnelle, qualité de vie en général, changement de certains comportements, etc.) ;
- Évaluer la relation entre les facteurs génétiques et épigénétiques et les principales pathologies chroniques de l’adulte.

## Calendrier de l'étude[3]
1989 : étude pilote
1990 : étude nationale, envoi du questionnaire général no1 et des accords de participation
1991 novembre : fin d'inclusion des volontaires à l'étude
1992 : envoi du questionnaire général no 2
1993 : envoi du questionnaire général no 3, comprenant un volet sur l’alimentation
1995 : envoi du questionnaire général no 4. Envoi du questionnaire spécifique sur l’infertilité
1996 : début du recueil de prélèvements sanguins
1997 : envoi du questionnaire général no 5
1998 : début du recueil des comptes-rendus anatomo-pathologiques pour les participantes ayant déclaré un cancer prévalent ou incident à l'étude
2000 : envoi du questionnaire général no 6
2002 : envoi du questionnaire général no 7
2004 : envoi du questionnaire spécifique sur la consommation des suppléments en phytoœstrogènes (soja)
2005 : envoi du questionnaire général no 8, comprenant un volet sur l’alimentation
2006 : envoi d’un questionnaire spécifique sur le déficit cognitif.  Début du recueil de prélèvements salivaires
2008 : envoi du questionnaire général no 9.  Envoi d’un questionnaire spécifique sur le cancer du sein. Envoi d’un questionnaire spécifique sur l’exposition au soleil.
2010 : envoi d’un questionnaire spécifique sur les maladies neurologiques
2011 : envoi d’un questionnaire spécifique sur l’asthme. Célébration des 20 ans de la cohorte E3N. Envoi du questionnaire général no 10.
2012 : envoi d’un questionnaire spécifique sur le diabète
2013 : envoi d’un questionnaire spécifique sur le cancer du sein
2014 : envoi du questionnaire général no 11. Envoi d’un questionnaire spécifique sur la vie après diabète. Envoi d’un questionnaire spécifique sur l’histoire résidentielle.
2016 : Envoi d’un questionnaire spécifique sur la rhumatologie. Envoi d’un questionnaire spécifique sur la rétinopathie.
2018 : envoi du questionnaire général no 12. Envoi d’un questionnaire spécifique sur les événements coronariens.
2019 : Envoi d’un questionnaire spécifique sur les lymphomes. Envoi d’un questionnaire spécifique sur la maladie de Parkinson.
2020 : Envoi d’un questionnaire spécifique sur la vie après un cancer. Envoi d’un questionnaire spécifique sur les maladies cardiovasculaires. Envoi d’un questionnaire spécifique sur la maladie de Horton.
2021 : envoi du questionnaire général no 13, comprenant un volet sur la covid-19. Envoi d’un questionnaire spécifique sur les membres de la famille
2022 : début de la collecte d’échantillons tumoraux

## Prolongements de l’étude E3N
L’étude E3N est la composante française de l'European Prospective Investigation into Cancer and Nutrition (EPIC), vaste consortium européen coordonné par le Centre international de recherche sur le cancer (CIRC) rassemblant 500 000 européens et européennes de dix pays. Le consortium EPIC étudie les liens entre alimentation et cancers.
À partir de 2014, l'étude E3N, en s’élargissant aux membres de la famille des femmes E3N, se prolonge dans l’étude familiale E3N-Générations (à l’origine nommée E4N).
En 2020, les cohortes E3N et E3N-Générations font partie de la grande enquête nationale « Santé, perception, pratiques, relations et inégalités sociales en population générale pendant la crise COVID-19 » (SAPRIS,) qui vise à étudier la pandémie de covid-19 et les effets du confinement.